# Goodland (Indiana)
Goodland és una població dels Estats Units a l'estat d'Indiana. Segons el cens del 2000 tenia 1.096 habitants.

## Demografia
Segons el cens del 2000, Goodland tenia 1.096 habitants, 434 habitatges, i 291 famílies. La densitat de població era de 542,5 habitants/km².
Dels 434 habitatges en un 32,9% hi vivien nens de menys de 18 anys, en un 56,2% hi vivien parelles casades, en un 8,3% dones solteres, i en un 32,9% no eren unitats familiars. En el 29% dels habitatges hi vivien persones soles el 15,4% de les quals corresponia a persones de 65 anys o més que vivien soles. El nombre mitjà de persones vivint en cada habitatge era de 2,53 i el nombre mitjà de persones que vivien en cada família era de 3,13.
Per edats la població es repartia de la següent manera: un 28,3% tenia menys de 18 anys, un 6,1% entre 18 i 24, un 29,6% entre 25 i 44, un 20,8% de 45 a 60 i un 15,2% 65 anys o més.
L'edat mediana era de 36 anys. Per cada 100 dones de 18 o més anys hi havia 91,2 homes.
La renda mediana per habitatge era de 35.952$ i la renda mediana per família de 41.875$. Els homes tenien una renda mediana de 30.292$ mentre que les dones 21.607$. La renda per capita de la població era de 15.715$. Entorn del 3,5% de les famílies i el 6,2% de la població estaven per davall del llindar de pobresa.

## Poblacions més properes
El següent diagrama mostra les poblacions més properes.